# Chrysotoxum antiquum
Chrysotoxum antiquum är en tvåvingeart som beskrevs av Walker 1852. Chrysotoxum antiquum ingår i släktet getingblomflugor, och familjen blomflugor. Inga underarter finns listade i Catalogue of Life.